# Csengőd
Csengőd es un pueblo ubicado en el distrito de Kiskőrös, en el condado de Bács-Kiskun, Hungría.

## Superficie
Posee una superficie de 48,89 kilómetros cuadrados.

## Demografía
Hasta 2019 la población era de 1942 habitantes, con una densidad de población de 39,72 habitantes por kilómetro cuadrado.